# Urville (Calvados)
Urville è un comune francese di 481 abitanti situato nel dipartimento del Calvados nella regione della Normandia.

## Società

### Evoluzione demografica
Abitanti censiti